# Eupithecia constricta
Eupithecia constricta là một loài bướm đêm trong họ Geometridae.